# Ромешей, Клинтон
Клинтон Ловар (Клинт) Ро́мешей (/'rɔʋməʃeɪ/; род. 17 августа 1981, Лейк-Сити, Калифорния) — сержант армии США в отставке. За подвиг во время сражения за Камдеш в Афганистане (2009) удостоен высшей военной награды США — Медали Почёта.
Ушёл из армии в 2011 году. Живёт и работает в штате Северная Дакота. 11 февраля 2013 года президент США Барак Обама вручил Ромешею медаль Почёта.

## Подвиг в Афганистане

### Предыстория
Подразделение, в котором служил Ромешей, защищало аванпост Китинг (Combat Outpost Keating) в районе г. Камдеш, провинции Нуристан. Аванпост располагался в окруженной горами долине и постоянно подвергался атакам. Полагая, что данная позиция непригодна для обороны, командование армии США приняло решение о закрытии аванпоста к октябрю 2009.

### Бой
Ранним утром 3 октября 2009 силы движения Талибан напали на пост с трёх сторон. Силы нападавших составляли примерно 300 человек, вооружённых, кроме лёгкого стрелкового оружия, миномётами, ручными гранатомётами и пулемётами. Силы коалиции насчитывали примерно 85 человек, включая военнослужащих армии США, инструкторов из Латвии и 35 солдат-афганцев, которые при первых звуках боя покинули свои позиции. Нападавшим удалось захватить склад боеприпасов поста.
На протяжении первых трёх часов боя защитники поста находились под сильным миномётным и ружейным огнём. Нападавшим удалось ворваться на охраняемую территорию. Несмотря на сильный огонь, сержант Ромешей покинул укрытие и переместился в соседнюю казарму, оказав тем самым поддержку её защитникам, находившимся под огнём снайпера Талибана. Затем Ромешей собрал группу из пяти человек и, несмотря на сильный огонь, повёл её в атаку на склад боеприпасов. При этом он подавил пулемётную позицию нападавших.
Атакуя вторую пулемётную точку, Ромешей был ранен осколками гранаты в шею, плечо и руки. Несмотря на ранение, сержант дал целеуказание силам воздушной поддержки, что позволило уничтожить до 30 нападавших. При этом нескольких из них Ромешей уничтожил лично. Несмотря на то, что он сам находился под огнём, сержант прикрывал огнём раненных товарищей; нескольких раненых он лично вынес из-под огня. Действия Ромешея дали возможность другим защитникам поста перегруппироваться и в результате отбить нападение превосходящих сил противника.

### Результат
Бой продолжался 12 часов. В нём погибло 8 американских солдат, что делает это столкновение одним из самых кровопролитных за всё время войны. По результатам боя девять американцев получили медаль Серебряная звезда. Через несколько дней после нападения пост был свёрнут.

## Награждение
Сержант Ромешей получил награду из рук президента США Барака Обамы на церемонии награждения, состоявшейся в Белом Доме 11 февраля 2013. Он стал четвёртым в ряду живых, награждённых Медалью Почёта за войну в Афганистане, и одиннадцатым по общему списку награждённых.